# III з'їзд КП(б)У
III з'їзд КП(б)У — з'їзд Комуністичної партії (більшовиків) України, що відбувся 1–6 березня 1919 року в Харкові. 
На з'їзді було 214 делегатів з ухвальним і 35 — з дорадчим голосом, які представляли понад 23 тис. комуністів.

## Порядок денний з'їзду
1. Про міжнародний комуністичний з'їзд.
2. Звіт ЦК КП(б)У (доповідач Квірінг Е.Й.).
3. Про вироблення Конституції УСРР.
4. Доповідь Ревізійної Комісії.
5. Про ставлення до дрібнобуржуазних партій.
6. Про земельну політику.
7. Про професійний рух.
8. Доповідь Наркомату продовольства УСРР.
9. Звіт делегації КП(б)У на I конгресі III Комуністичного Інтернаціоналу.
10. Про поточний момент і завдання партії.
11. Вибори керівних органів КП(б)У.

## Керівні органи партії
Обрано Центральний Комітет у складі 15 членів та 6 кандидатів у члени ЦК і Ревізійну комісію КП(б)У у складі 3 членів.

## Члени ЦК КП(б)У
- Бубнов Андрій Сергійович
- Ворошилов Климент Єфремович
- Гамарник Ян Борисович
- Дробніс Яків Наумович
- Затонський Володимир Петрович
- Іванов Олексій Миколайович
- Квірінг Емануїл Йонович
- Косіор Станіслав Вікентійович
- Мещеряков Володимир Миколайович
- П'ятаков Юрій Леонідович
- Раковський Христіан Георгійович
- Ровнер Пінхус Лазарович
- Фарбман Рафаїл Борисович
- Харечко Тарас Іванович
- Хмельницький Олександр Ісакович

## Кандидати в члени ЦК КП(б)У
- Аверін Василь Кузьмич
- Жарко Федір Павлович
- Клименко Іван Євдокимович
- Коцюбинський Юрій Михайлович
- Майоров Михайло Мойсейович
- Тарський (Соколовський) Леонід Львович

## Члени Ревізійної комісії КП(б)У
- Лебідь Дмитро Захарович
- Горбачов Омелян Григорович
- Реут Михайло Венедиктович